# Fisarmonica Schrammel

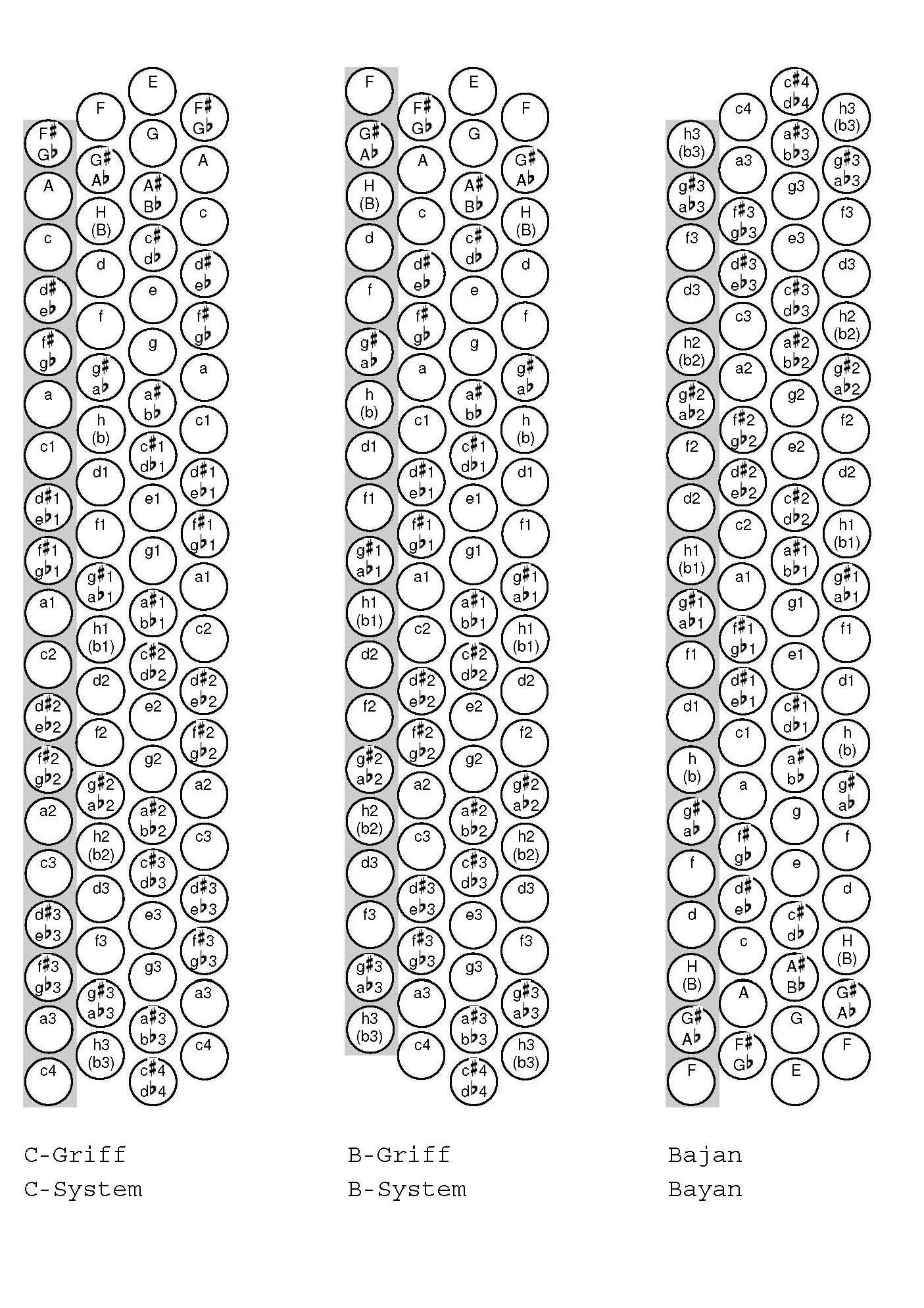
Sistema dei bassi C-Griff, B-Griff, Bajan

Una fisarmonica Schrammel (Schrammelharmonika) è una fisarmonica con una tastiera per la melodia (mano destra) nel sistema cromatico B-griff e una tastiera per bassi diatonici a dodici pulsanti. È chiamata così per un gruppo tradizionale di due violini, fisarmonica o clarinetto e contraguitar noto come Schrammelquartet, un gruppo che suonava Schrammelmusik nella tradizione della musica da camera di Vienna.
Nella maggior parte dei casi lo strumento ha due o tre gruppi di ance sintonizzate in configurazione all'unisono. Il suo suono è molto diverso dalle moderne fisarmoniche cromatiche, perché è molto più piccolo e leggero. Anche le ance fatte a mano possono contribuire al suo tipico suono.

## Storia
La prima notizia scritta sull'esistenza di tali strumenti proviene dall'esposizione industriale del 1854 a Monaco. Il costruttore di fisarmoniche di Vienna Matthäus Bauer fu menzionato come uno che metteva in mostra strumenti con tastiere a piano e uno con un "meccanismo a tre file e alterazioni", menzionato in combinazione con la fisarmonica a piano. Sembra probabile che fosse monosonico e cromatico. Matthäus Bauer ottenne quindi un privilegium a Vienna (brevetto, 1851). Gli annunci sui giornali del tempo mostrano immagini di varie fisarmoniche, che erano per lo più diatoniche, ma anche a piano e configurazioni B-Griff a 3 file.
Alfred Mirek cita lo strumento come precursore del Bayan nel suo libro. Il primo Bayan fu costruito nel 1870.
Nel 1890 i costruttori di "Armoniche" di Vienna produssero una gamma molto ampia di tipi di strumenti. Nel 1900 c'erano 72 costruttori di fisarmoniche a Vienna. Vendettero anche copie di concertine inglesi, concertine tedesche e bandoneón.
Alcuni nomi documentati di costruttori di fisarmoniche di Vienna che costruirono strumenti per due generazioni sono: Reisinger, Edmund Hochholzer, Josef Trimmel, Pospisil, Bauer, Pick, Adolf Regelstein, Franz Kuritka, Josef Barton, Budowitz; molti altri non sono stati documentati.
A quel tempo alcuni strumenti avevano fino a 46 pulsanti cromatici per i bassi, alcuni avevano una prima versione dei bassi sinistri con meccanica simile alla moderna fisarmonica di Stradella, o solo 36 pulsanti con note singole a monofonico. Ma la normale Schrammelharmonika aveva solo 12 tasti bassi bisonici. Questo non era un limite, perché un musicista versatile poteva combinare due o più pulsanti e ottenere così una grande varietà di accordi tra cui settima e diminuita.
L'idea di disporre i pulsanti nell'ordine B-Griff risale a un musicista di nome Franz Walter. Il più antico strumento conosciuto e ancora utilizzabile risale al 1874. I primi strumenti avevano meno pulsanti sul lato degli acuti, 46, 49 e successivamente 52 pulsanti su tre file.
Dopo il 1954 alcuni di questi strumenti furono prodotti a Vienna:
- Fisarmonica
- Armonica a bocca
- Armonium

## Oggi
La maggior parte degli strumenti sopravvissuti risalgono agli anni '20 e '30. Solo un produttore è ancora vivo, si chiama Mr. Mazourek, lui e suo figlio lavorano ancora.

## Origine del nome
Dal 1870 i violinisti Johann Schrammel e Josef Schrammel, insieme ad Anton Strohmayer alla contraguitar, si erano esibiti nel quartetto di Georg Dänzer a Vienna. Dänzer era una celebrità per i suoi virtuosismi sul Clarinetto in Sol. Suonavano Ländler, Polke e "vecchie danze".
Quando Georg Dänzer morì nel 1890, il suo posto fu preso da Anton Ernst, cugino della moglie di Johann Schrammel. Ernst è stato il primo suonatore di fisarmonica Schrammel, che ha anche arrangiato musica per il quartetto e ha scritto un tutorial per il suo strumento. In brevissimo tempo, questa combinazione di due violini, fisarmonica e contraguitar diventò nota come "Schrammelquartett"; la loro musica, fino ad oggi nella tradizione della musica da camera di Vienna, si chiama Schrammelmusik.